# Anthurium pedatoradiatum
Anthurium pedatoradiatum är en kallaväxtart som beskrevs av Heinrich Wilhelm Schott. Anthurium pedatoradiatum ingår i släktet Anthurium och familjen kallaväxter.

## Underarter
Arten delas in i följande underarter:
- A. p. helleborifolium
- A. p. pedatoradiatum

## Bilder

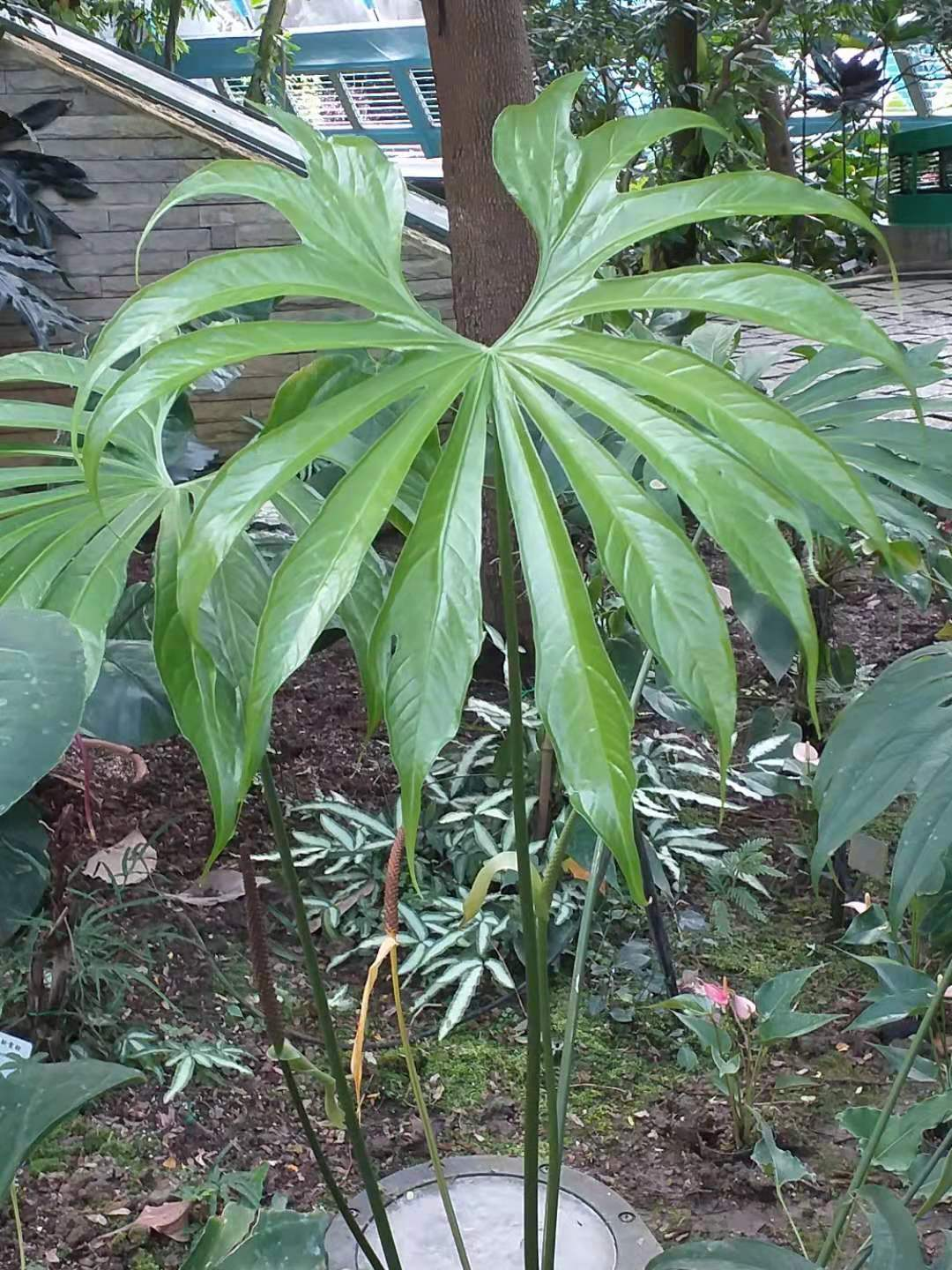
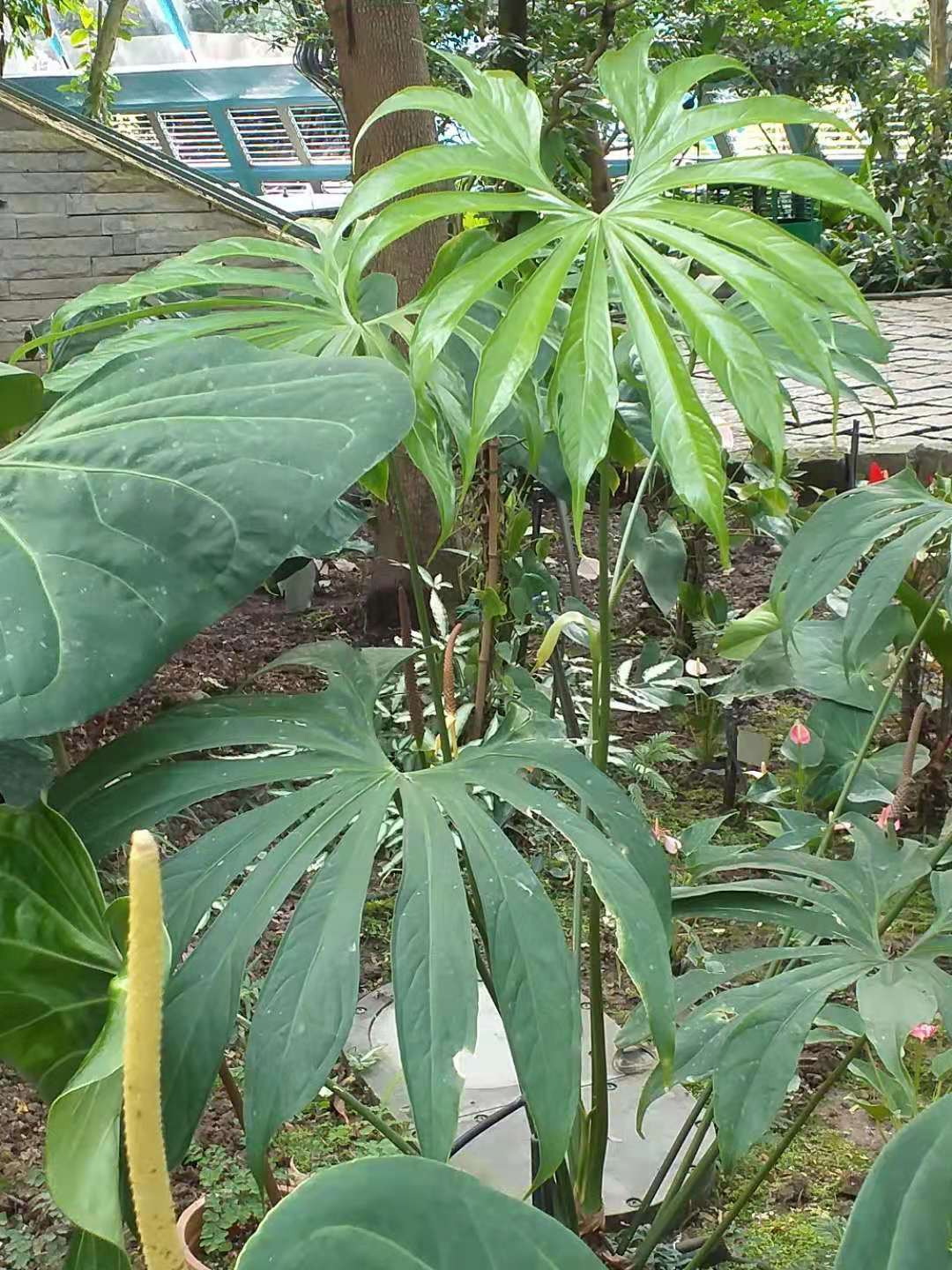